# Calle 59–Columbus Circle (metro de Nueva York)
La Calle 59–Columbus Circle es un complejo de estaciones del metro de la ciudad de Nueva York compartida con la línea de la Séptima Avenida y Broadway y la línea de la Octava Avenida. Se encuentra localizada en Columbus Circle en Midtown Manhattan en la Calle 59, Broadway y la intersección de la Octava Avenida, y es servida por:
- Todo el tiempo con los trenes de los servicios 1, A y D.
- Todo el tiempo con los trenes del servicio C excepto en las madrugadas.
- Fines de semana con los trenes del servicio B.
- Todos los trenes del servicio 2.

Hay algunas salidas y entradas desde la Calle 57 Oeste hacia la Calle 61 Oeste, con la salida a la Calle 60 Oeste con dirección al Trump International Hotel and Tower. Otra salida en Circle, en la Calle 59 Oeste, con dirección a Time Warner Center.

## Línea de la Octava Avenida
La Calle 59–Columbus Circle en la línea de la Octava Avenida es una estación expresa del metro de Nueva York. La estación cuenta con tres plataformas centrales; las otras dos están en servicio de ingresos. Anteriormente, la plataforma interior funciona como una solución española, que permite a los pasajeros salir de ambos lados de los trenes. Debido al diseño de los nuevos coches, esta solución ahora es impractica, por eso la plataforma interior se dejó de usar desde 1981 excepto durante viajes especiales.

## Línea de la Séptima Avenida-Broadway
La Calle 59–Columbus Circle en la línea de la Séptima Avenida y Broadway tiene cuatro vías y dos plataformas laterales. Esta estación es un punto importante de transferencia de la Línea de la Séptima Avenida y Broadway y de la Línea de la Octava Avenida. Sin embargo, ya que la línea de la Octava Avenida no existía cuando la estación fue construida, la estación fue construida como una estación local. Durante un punto, la Autoridad de Tránsito de la Ciudad de Nueva York consideró convertirla en una estación expresa al intercambiar las vías expresas con las plataformas. Por lo que la Calle 72 se hubiese convertido en una estación local construida con los mismos métodos.

## Conexiones de autobuses
- M5
- M7
- M10
- M20
- M30
- M31
- M57
- M104